# Paugussett

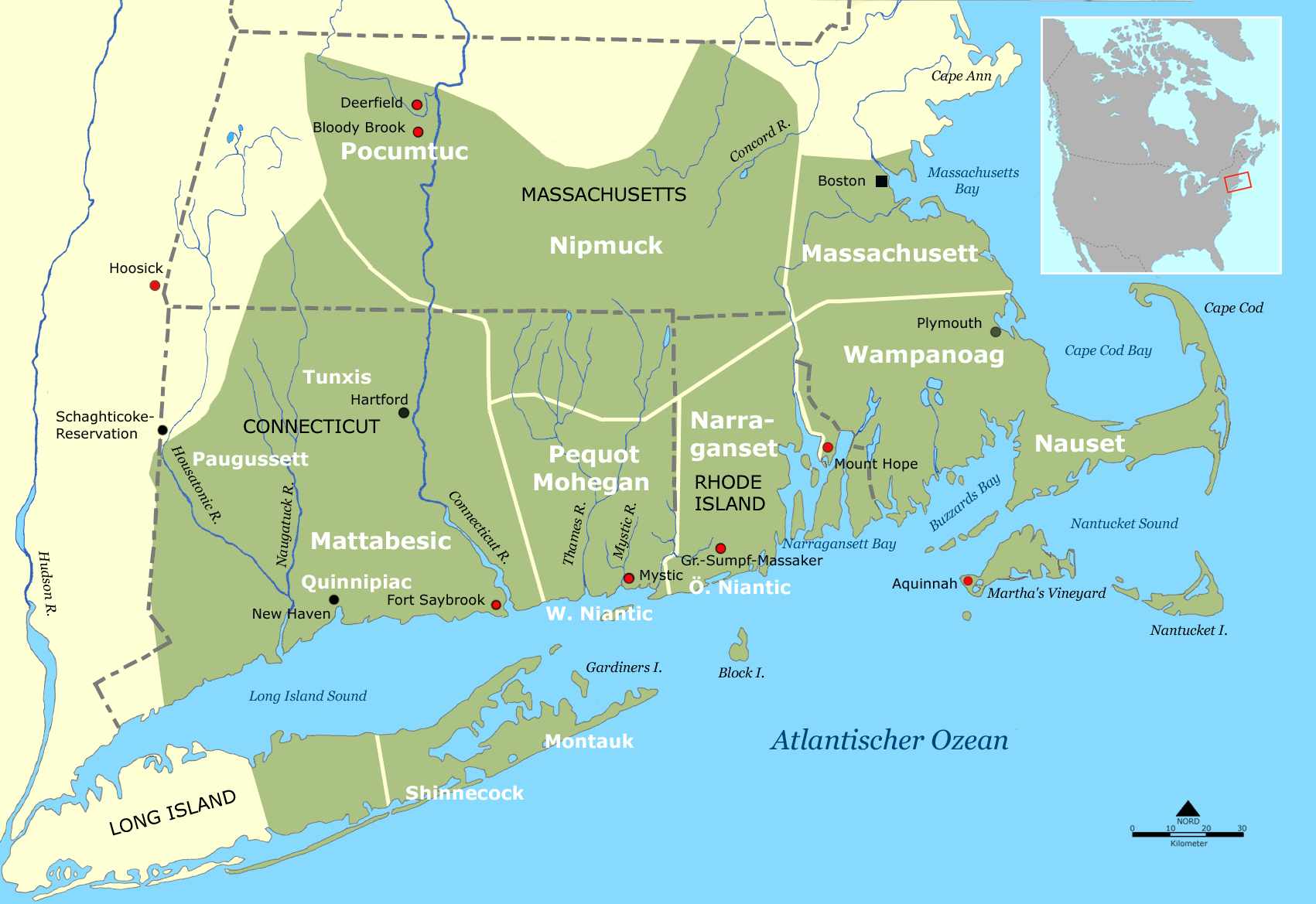
Siedlungsgebiet der Paugussett und benachbarter Stämme um 1600

Die Paugussett sind Algonkin sprechende Indianer, die früher im westlichen Connecticut an der Ostseite des Housatonic Rivers nordwärts bis etwa zur heutigen Stadt Waterbury lebten.
Sie gehörten zu einer großen Zahl kleiner Stämme aus der Mattabesic-Gruppe im westlichen Connecticut, die von den englischen Kolonisten schon frühzeitig aus ihrem Siedlungsgebiet vertrieben wurden. Wie andere Neuengland-Stämme waren sie halbsesshaft und wanderten saisonal zwischen relativ gleichbleibenden Orten. Ihre Hauptnahrung war von Frauen angebauter Mais sowie Fisch und Wild.

## Historische Stämme der Paugussett
Die Paugussett unterteilten sich einst in vier größere Stämme oder Untergruppen:
- eigentliche Paugussett (auch Milford Indians genannt, lebten am Ostufer des Housatonic River in der Umgebung des heutigen Milford, Derby und Shelton im Südosten Connecticuts)
- Pequonnock oder Pequannock („cleared field“ oder „opened ground“, bewohnten ca. 80.000 bis 90.000 Acres entlang des Pequonnock Rivers bis zur Atlantikküste Connecticuts, heiliger Ort und eines ihrer Hauptdörfer war das heutige Bridgeport)
- Pootatuck, Pohtatuck oder Potatuck (bewohnten ca. 280.000 bis 320.000 Acres in der Umgebung des heutigen Newtown, Woodbury und Southbury im Westen und Südwesten Connecticuts)
- Weantinock oder Wyachtonok („where the water swirls around“, auch New Milford Indians genannt, bewohnten ein Gebiet von ca. 340.000 bis 380.000 Acres beiderseits des Housatonic River und entlang des Still River im äußersten Südosten New York States und im Westen und Nordwesten Connecticuts, benannt nach ihrem Hauptdorf Weantinock, dem heutigen New Milford, schlossen sich später als Wawyachtonoc der Mahican-Konföderation an)

## Geschichte
Bevor die ersten europäischen Siedler kamen, bewohnten die Paugussett das Gebiet östlich des unteren Housatonic Rivers, etwa zwischen den heutigen Städten Orange und Woodbridge im Süden bis zum heutigen Waterbury im Norden. Die Paugusset teilten sich 1731 nach dem Tod ihres Sachems Konckapotanauh und viele von ihnen schlossen sich anderen Stämmen an. Den zurückgebliebenen Paugussett wurden drei Reservate zugewiesen: Turkey Hill in Derby, Coram Hill in Huntington und Golden Hill in Bridgeport. Golden Hill war das erste Reservat in Connecticut von 80 Acres Größe und wurde 1659 an der Ortslage der heutigen Stadt Bridgeport gegründet. Im Jahr 1760 versuchte man, die Paugusset zwangsweise vom Land zu vertreiben und es blieben ihnen nur noch sechs Acres (24.282 m²). Die Indianer gewannen zwar den Rechtsstreit, doch die Weißen siedelten gegen Bezahlung und die Indianer verloren dennoch die Reservationsrechte am Großteil ihres Landes. 1842 verkauften sie den Rest ihres Grundbesitzes, siedelten dann erneut in einem Reservat in der Gegend von Trumbull, das ebenfalls Golden Hill genannt wurde.
Die Paugussett waren von Anfang an mit ihrem Land in Coram Hill unzufrieden, weil es zu steinig und mager war, um Mais anzubauen. Deshalb verkauften sie 1714 20 Acres (80.940 m²) davon und den Rest um 1735. In Golden Hill gab es besseres Land. Um 1760 lebten dort nur noch vier indianische Familien, die sich hartnäckig geweigert hatten, das Land zu verlassen. Von ihren ursprünglich 80 Acres (0,324 km²) waren noch 6 (24.282 m²) übrig. Bis auf einen halben Acre (2.024 m²) wurde auch dieses Land unter die Kolonisten verteilt, mit der Behauptung, die Golden Hill Indianer seien ohnehin bald ausgestorben!

Allerdings wollten einige Weiße nicht darauf warten, bis alle Einwohner Golden Hills ausgestorben waren, und im August 1763 zerstörten sie den letzten Wigwam und zwangen die Bewohner zum Verlassen des Ortes. Das Parlament Connecticuts (engl. General Assembly) beauftragte daraufhin ein Komitee, eine Lösung für das Problem zu finden. Die erste Empfehlung des Komitees war, den Golden-Hill-Bewohnern anderes Land als Ausgleich für das an die Kolonisten verteilte Land zu geben. Dieser Antrag wurde vom Parlament abgelehnt und auch eine zweite Empfehlung fand keine Mehrheit, die vorsah, den Paugussett alle 80 Acres zurückzugeben. Im Jahre 1765 bekamen die Paugussett endlich 20 (80.940 m²) von den ursprünglich 80 Acres zugewiesen: 12 Acres in Nimrod Lot und 8 Acres in Rocky Hill Lot.
In der Mitte des 18. Jahrhunderts wurden von der Regierung staatliche Aufseher eingesetzt, die sich für die Rechte der Paugussett einsetzen sollten. Diese Inspektoren wirtschafteten oft in ihre eigene Tasche. Aufzeichnungen und Urkunden belegen, dass die Aufseher regulär indianisches Land verkauften, die Paugussett aber selten Geld dafür erhielten. So hatten sie bis 1841 nur insgesamt etwa 1.000 Dollar erhalten.
In der Mitte des 19. Jahrhunderts kam ein Paugussett namens William Sherman, der zur See gefahren war, in seine alte Heimat zurück. 1875 erhielt er 800 Dollar von der Golden Hill Foundation und kaufte dafür ein Grundstück in Trumbull von einem Viertel Acre, exakt 0,26 Acres (1.052 m²) groß, gerade ausreichend für ein Einfamilienhaus. Er überschrieb dieses Land dem Stamm und damit wurde es das derzeitige Golden-Hill-Reservat, das älteste und kleinste Indianerreservat in den USA.

## Heutige Situation
1980 stellte die Regierung von Connecticut erneut fest, dass der Golden Hill Tribe of the Pagussett Nation tatsächlich ein legitimierter Indianerstamm sei und sagte ihnen Geld zum Kauf eines staatlichen Reservats zu, mit dem sie ein 106 Acres (428.982 m²) großes Gebiet in Colchester erwerben konnten. Zurzeit hat der Stamm 350 aktive Mitglieder, viele von ihnen gehören allerdings, wie die meisten indianisch-stämmigen Einwohner Neuenglands, zu den wirtschaftlich und sozial benachteiligten Bürgern. Sie leben überwiegend in der Region, die an das neu erworbene Reservat grenzt.
Um die Situation der Stammesangehörigen zu verbessern, hat Häuptling Quiet Hawk als Vorsitzender des Stammesrates für sie Klage bei Gericht eingereicht, bei der es um ehemalige Gebiete der Paugussett bei Bridgeport und sechs anderen benachbarten Städten geht. Die bundesstaatliche Anerkennung (engl.: Federal recognition) des Stammes wurde im Jahre 1982 in Washington beantragt, ist aber inzwischen negativ entschieden worden. In der Begründung heißt es, dass eindeutige Nachweise ihrer Abstammung von den Golden Hill Pagussett fehlen.